# Petr Fiala

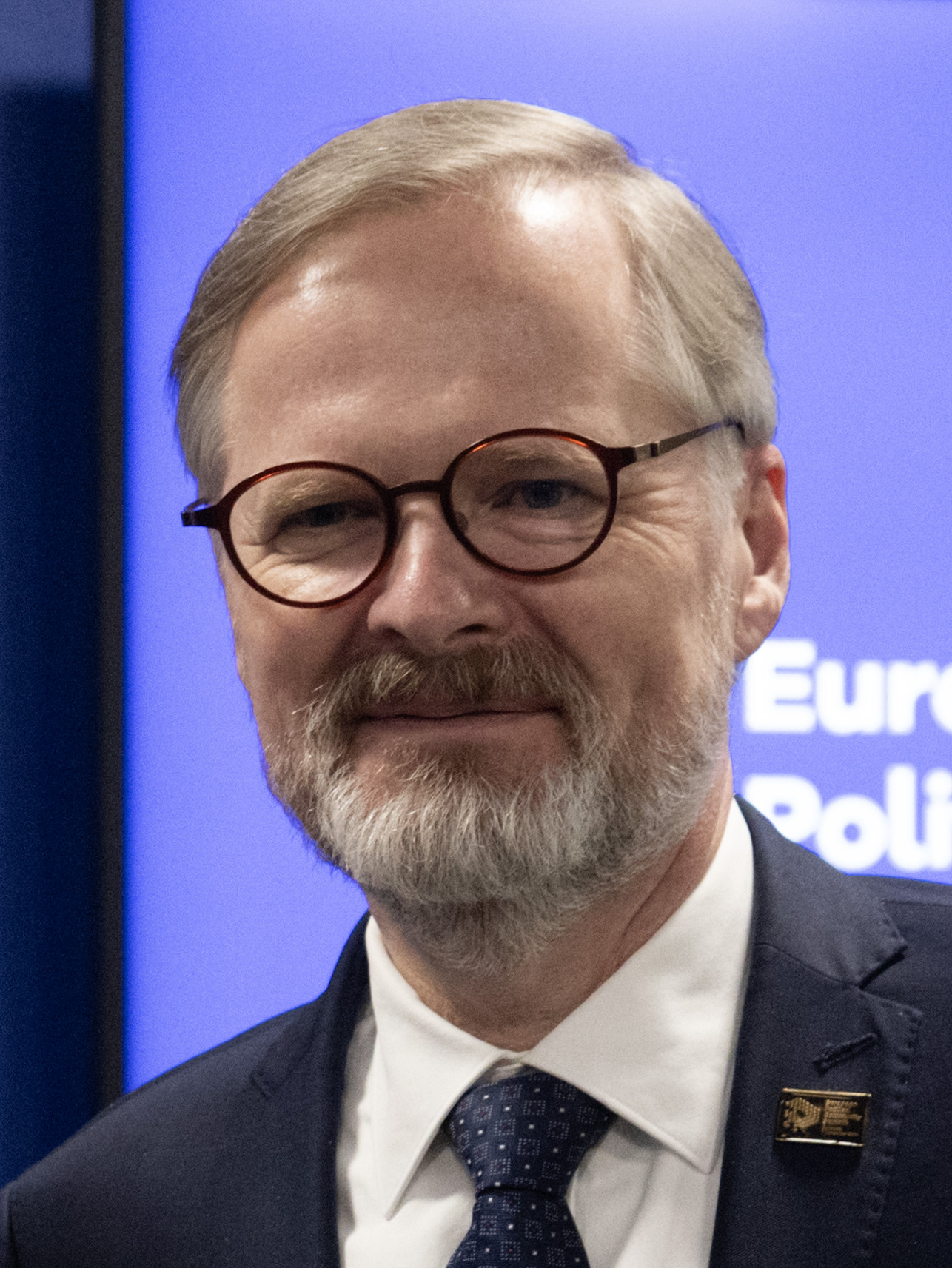
Petr Fiala (2024)

Petr Fiala (* 1. September 1964 in Brünn) ist ein tschechischer Politikwissenschaftler, Historiker und Politiker der Partei ODS und seit November 2021 Ministerpräsident Tschechiens.
Fiala war Professor für Politikwissenschaft sowie von 2004 bis 2011 Rektor der Masaryk-Universität in Brünn. Von 2012 bis 2013 war er tschechischer Bildungsminister. Er ist seit Januar 2014 Parteivorsitzender der liberal-konservativen Občanská demokratická strana (ODS).

## Leben

### Akademische Karriere
Fiala studierte Bohemistik und Geschichte an der Jan-Evangelista-Purkyně-Universität, heutiger Name Masaryk-Universität, in Brünn. Anschließend war er im Regionalmuseum in Kroměříž tätig. 1989 promovierte er als Historiker an der Masaryk-Universität.
Nach der Samtenen Revolution und dem Ende des Kommunismus wirkte Fiala am Aufbau der bis dahin vom Regime verunmöglichten Disziplin der Politikwissenschaften in der tschechischen akademischen Sphäre mit. Das Institut für Politikwissenschaft an der Masaryk-Universität wurde 1990 gegründet und Fiala 1993 zu dessen Leiter. 1996 promovierte Fiala im Fach Politikwissenschaft und er wurde Dozent an der Karls-Universität Prag.

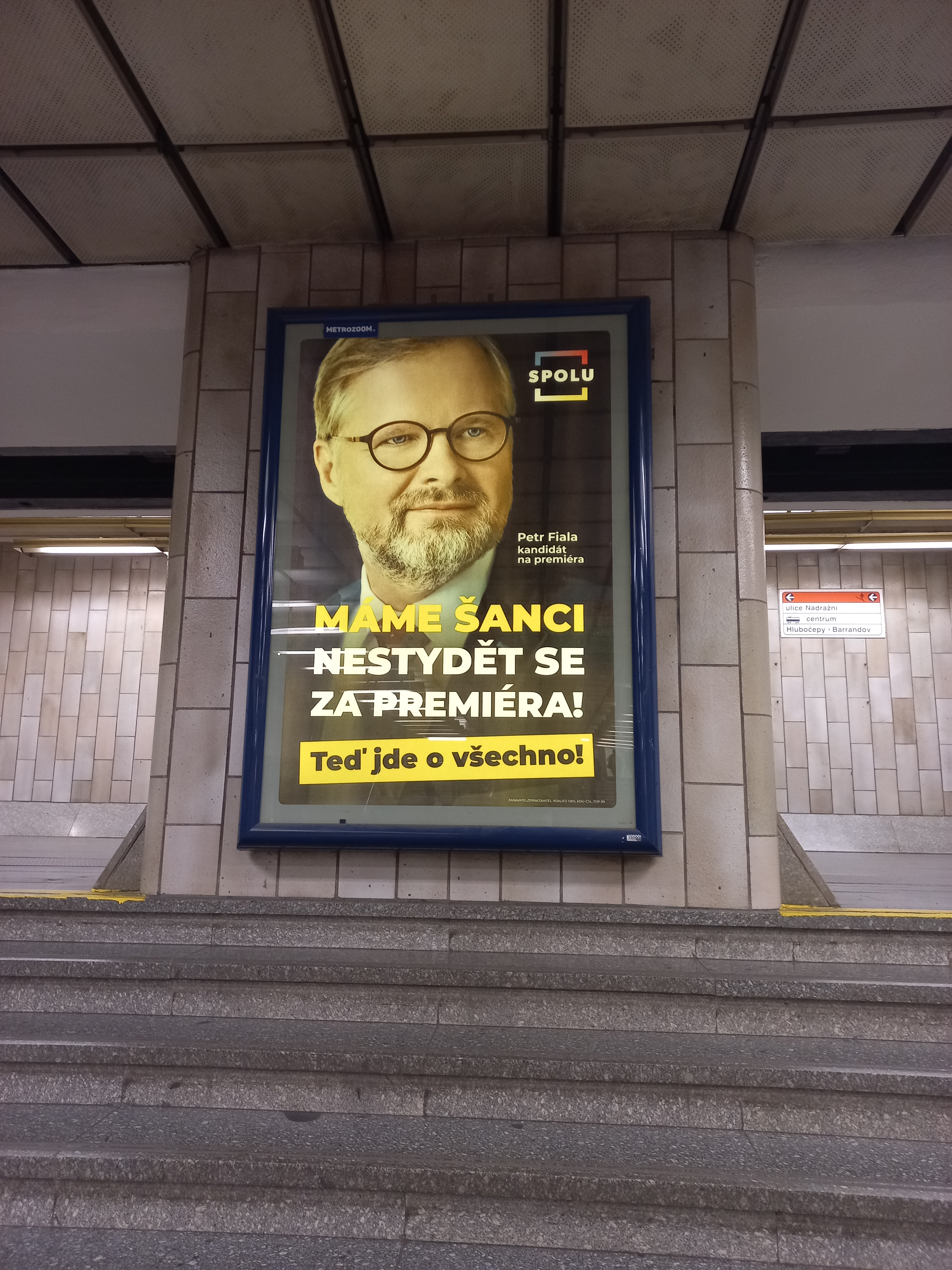
Der Wahlkampf von Petr Fiala und seiner konservativen Koalition SPOLU (Gemeinsam) im Jahr 2021. Die Inschrift lautet: „Wir haben eine Chance, uns des Ministerpräsidenten nicht zu schämen! Jetzt geht es um alles!“

2002 wurde er zum Professor für Politikwissenschaften an der Masaryk-Universität ernannt, 2004 zum Dekan der sozialwissenschaftlichen Fakultät. Von 2004 bis 2011 leitete Fiala als Rektor die Masaryk-Universität. Zu den Schwerpunkten von Fialas wissenschaftlicher Tätigkeit gehörten die vergleichende Politikwissenschaft, Europapolitik, politische Parteien und Interessensgruppen sowie die politische Dimension der Religion.

### Politik
2011 wurde Fiala wissenschaftlicher Berater von Premierminister Petr Nečas. Nach dem Rücktritt von Josef Dobeš als Bildungsminister wurde Fiala am 2. Mai 2012 als parteifreier Minister für Jugend, Bildung und Sport im Kabinett von Petr Nečas ernannt. Dieses Amt hatte er bis zum 10. Juli 2013 inne. Eine Beteiligung im folgenden Kabinett von Jiří Rusnok lehnte Fiala ab, da er mit der eigenmächtigen Ernennung der Regierung durch Staatspräsident Miloš Zeman nicht einverstanden war.
Bei den Abgeordnetenhauswahlen im Oktober 2013 wurde Fiala als Listenerster der ODS für Südmähren ins Abgeordnetenhaus des tschechischen Parlaments gewählt. Er trat im November 2013 der ODS bei und wurde im Januar 2014 zum Parteivorsitzenden gewählt. 2016, 2018 und 2020 wurde er jeweils in diesem Amt bestätigt. Im November 2017 wurde Fiala zum stellvertretenden Vorsitzenden der Abgeordnetenhauses gewählt.

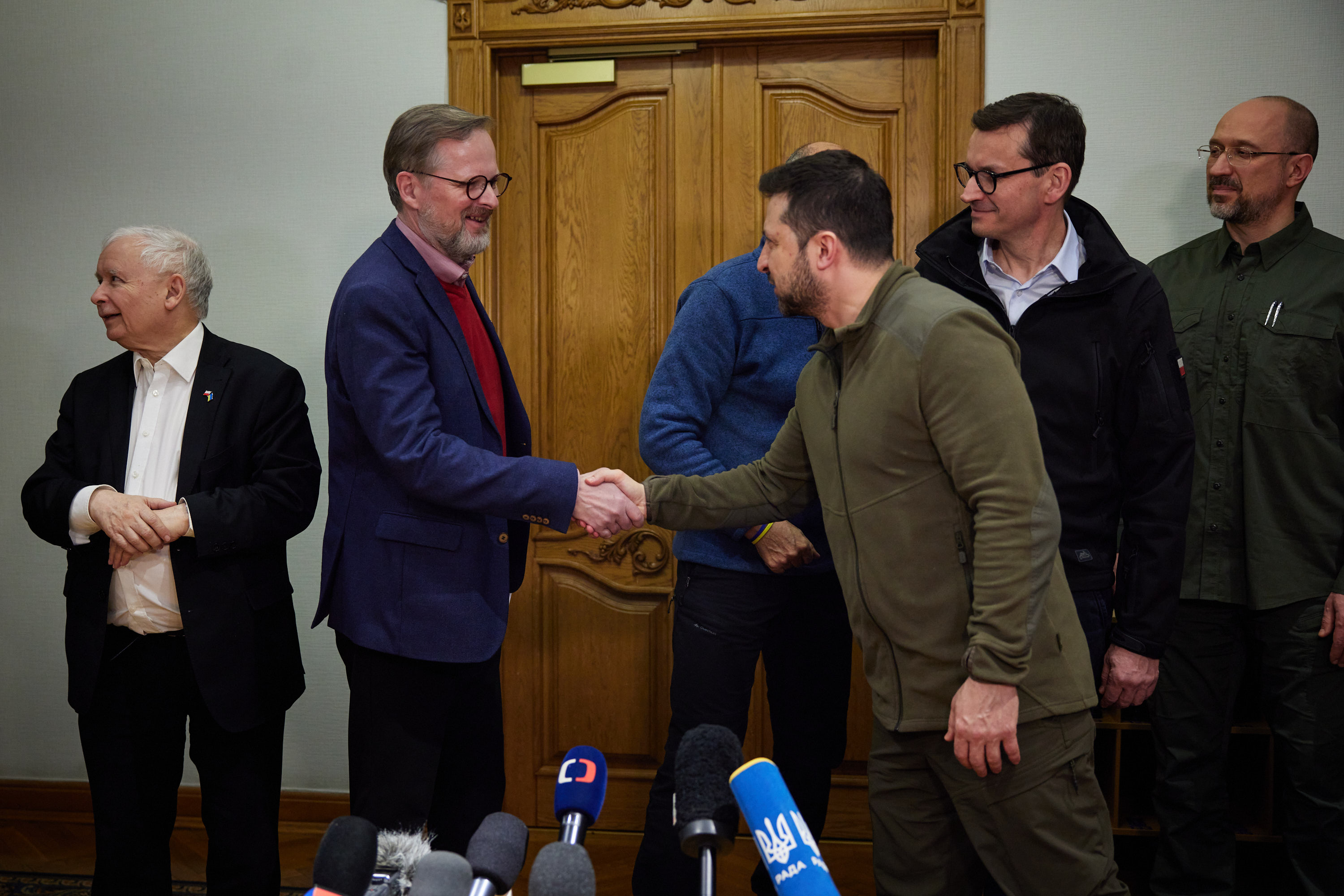
Petr Fiala mit dem ukrainischen Präsidenten Wolodymyr Selenskyj in Kiew während des russischen Angriffs auf die Ukraine, 15. März 2022

Für die Abgeordnetenhauswahlen 2021 trat Fiala als Spitzenkandidat der oppositionellen Wahlkoalition SPOLU an, die sich aus den Parteien ODS, KDU–ČSL und TOP 09 zusammensetzte. SPOLU grenzte sich scharf gegen Premier Andrej Babiš ab und kritisierte unter anderem dessen Interessenskonflikt in Bezug auf die von ihm gegründete Holding Agrofert sowie das Management der COVID-19-Pandemie in Tschechien. Bei den Wahlen im Oktober 2021 wurde das Bündnis SPOLU mit 27,8 Prozent die wählerstärkste Kraft, knapp vor Babišs Regierungspartei ANO mit 27,1 Prozent. Nach dem Wahlsieg von SPOLU erhob Fiala Anspruch auf das Amt des Premierministers und trat in Verhandlungen mit dem zweiten oppositionellen Wahlbündnis aus Piratenpartei und STAN. Am 11. November unterzeichneten die Parteien einen Koalitionsvertrag.
Am 28. November 2021 wurde Fiala von Staatspräsident Miloš Zeman zum Ministerpräsidenten ernannt. Die Regierung Petr Fiala nahm am 17. Dezember 2021 ihre Arbeit auf und wurde vereidigt. Die Regierung setzte sich aus einer Fünf-Parteien-Koalition zusammen, was Fiala vor die Aufgabe stellte, unterschiedliche Interessen und ideologische Richtungen auszubalancieren.

### Premierminister
Im Zuge des Russischen Überfalls auf die Ukraine reiste Fiala am 15. März 2022 zusammen mit seinen Amtskollegen Mateusz Morawiecki aus Polen und Janez Janša aus Slowenien in die belagerte Hauptstadt Kiew, um die Unterstützung der EU für die Freiheit der Ukraine zum Ausdruck zu bringen. Die aktive Unterstützung der Ukraine im Krieg mit Russland durch die Regierung machte Tschechien auf europäischer und internationaler Ebene verstärkt sichtbar. Innenpolitisch prägten die Energiekrise und deren wirtschaftliche Auswirkungen das Geschehen, da Tschechien bisher Erdgas ausschließlich aus Russland importierte.
Im Frühjahr 2024 führte die tschechische Regierung unter Fiala eine bedeutende Operation durch, um ein russisches Propagandanetzwerk aufzudecken, das auf die Desinformation innerhalb der EU abzielte. Das Internetportal Voice of Europe stand im Verdacht, die Unabhängigkeit und territoriale Integrität der Ukraine zu untergraben und hatte Verbindungen zu politischen Kräften wie der deutschen AfD. Die tschechischen Behörden setzten die Betreiber auf eine nationale Sanktionsliste, froren deren Vermögen ein und verboten ihnen die Einreise. Fiala betonte, dass keine tschechischen Staatsbürger involviert waren.
Im Juni 2024 stärkte Tschechien unter Federführung von Präsident Petr Pavel seine Unterstützung für die Ukraine durch die Zusage, hunderttausende Artilleriegranaten zu liefern, um den Munitionsmangel der ukrainischen Streitkräfte zu beheben. Diese Tschechische Munitionsinitiative betonte die strategische Rolle des Landes bei der Unterstützung der Ukraine.

### Persönliches
Fiala ist mit Jana Fialová, Prodekanin der medizinischen Fakultät der Masaryk-Universität, verheiratet und hat mit ihr drei Kinder. Neben seiner Muttersprache Tschechisch spricht er Englisch und Deutsch.